# 蔡開來
蔡開來（？年—？年），字俊仲，號恭山〔宫山〕，浙江省德清縣人，嘉慶九年甲子科舉人。

## 履歷生平
- 嘉慶二十四年，署銅梁縣知縣[3]，捐俸補修巴川書院[4]
- 嘉慶二十五年，署資陽縣知縣[5]
- 道光二年（1822年），任順慶府鄰水縣知縣[6]
- 道光四年，署夾江縣知縣[7]
- 道光四年，署大足縣知縣[8]
- 道光五年，再署資陽縣知縣
- 道光五年七月，補蒲江縣知縣[9][10]，道光七年實授[11]
- 道光十四年，調補雅安縣知縣[12]
- 道光十七年四月，改教職[13]